# بوکوزن هیداری
بوکوزن هیداری (به ژاپنی: 左 卜全 Hidari Bokuzen) یک بازیگر و کمدین اهل استان سایتاما، ژاپن بود. او در فیلم‌های آکیرا کوروساوا مانند هفت سامورایی، در اعماق و زیستن (فیلم ۱۹۵۲) نقش ایفا کرد.